# تداكل

إسقاط عمودي على خط مستقيم, هو تحويل خطي في المستوى. هو مثال على التشاكلات الداخلية اللائي لسن تشاكلات ذاتية.

في الرياضيات، تداكل أو تشاكل داخلي (بالإنجليزية: Endomorphism)‏ هو تشاكل من كائن رياضي ما نحو نفسه. تشاكل داخلي الذي هو أيضا تماكل يسمى تذاكلا (تشاكل ذاتي). على سبيل المثال، تشاكل داخلي في فضاء متجهي V هو تحويل خطي f: V → V، أما تشاكل داخلي لزمرة G فهو تشاكل زمرة. بشكل عام، يمكن الحديث عن التشاكلات الداخلية في أي فئة. عندما يتعلق الأمر بالمجموعات، التشاكلات الداخلية هي دوال من مجموعة ما نحو نفسها.

## التسمية
الزائدة Endo تعني كل ما هو داخلي أو كل ما هو داخل. على سبيل المثال، في الكيمياء، تفاعل ماص للحرارة هو تفاعل كيميائي يحتاج إلى حرارة. يترجم إلى اللغة الفرنسية بكلمة Réaction endothermique. عكسها هو الزائدة Exo؛ تفاعل طارد للحرارة هو تفاعل كيميائي تنطلق منه حرارة. يترجم إلى اللغة الفرنسية بكلمة Réaction exothermique.

## التشاكل أو التماثل الذاتي
عندما يكون التشاكل الداخلي قابلا للعكس، فإنه يصير تشاكلا ذاتيا.